# エステバン (サスカチュワン州)
エステバン（英: Estevan）は、カナダ・サスカチュワン州の市。カナダ＝アメリカ合衆国国境から約16kmにあり、市内にソーリス川が流れている。

## 歴史
カナダ太平洋鉄道が開通したのに伴い、1892年に最初の入植者が入植。1899年に村政施行、1906年に町制施行。1957年に人口5,000人を超え市に昇格した。1931年にエステバン暴動が発生し、RCMPによって45分で鎮圧された。